# 浦通修
浦通修（1920年10月—2009年9月11日），江苏省嘉定县（今属上海市）人，中国人民解放军大校，中华人民共和国官员。

## 生平
1936年，浦通修参加中国共产党领导的南京市学联。1939年在抗大一分校学习。1940年1月，加入中国共产党。历任抗大一分校、抗大总校政治教员、政治文化主任教员。1944年，在太岳军分区四分区政治部任科长。1946年到1947年，历任太行山区民主建国军第一师政治部主任、晋冀鲁豫野战军十纵队三十旅政治部主任。1948年，任桐柏军区一分区政治部主任兼88团政委。
五十年代任中国人民解放军第四十二军第126师政委。1955年，获授三级独立自由勋章、二级解放勋章及大校军衔。
1959年庐山会议后，浦通修受到了不公正对待。1960年4月，担任军委总政治部八一杂志社副总编辑。1961年8月，担任防化兵学院政治部主任。1964年，担任中华人民共和国粮食部党组成员、政治部主任。
文化大革命中，1967年9月，国务院决定向各部委派出军代表。中国人民解放军总后勤部营房部副部长樊省轩在9月20日进驻粮食部任军代表，副军代表由翟梦僧担任。在清查五一六运动中，1970年至1971年，粮食部在军代表樊省轩的领导下，制造了一个以朱相远（原粮食部科学研究设计院绵阳所技术员）、廖祝南（原粮食部办公厅办事员）为“黑头目”，陈国栋（原粮食部副部长、党组书记）、浦通修（原粮食部党组成员、政治部主任）为“黑后台”的“五一六”阴谋集团案。此案造成粮食部全部约780人中，约120人被打成“五一六”分子，多人被殴打致残，两人被整死。
文化大革命结束后，1977年，浦通修出任中华人民共和国教育部副部长。
浦通修是第六、七、八届全国政协委员。
2009年9月11日，浦通修在北京病逝，享年89岁。

## 家庭
- 父：浦友梧
- 大姐：浦洁修
- 二姐：浦熙修
- 三姐：浦安修